# جنوب‌آمریکایی
جنوب‌آمریکایی(نام علمی: Sudamerica ameghinoi) نام یک گونه از تیره جنوب‌آمریکائیان است.